# Spodnji Duplek
Spodnji Duplek je naselje v Občini Duplek.
Spodnji Duplek je razpotegnjeno obmestno naselje z gručastim jedrom jugovzhodno od Maribora. Leži na terasi, na levem bregu Drave, ob lokalni cesti Maribor - Ptuj.

## Geografske značilnosti

### Tektonska zgradba
Spodnji Duplek sodi v mezoregijo Dravsko polje oz. mikroregijo holocenske ravnine ob Dravi. Leži v Panonskem bazenu, natančneje v pliokvartarni depresiji Dravskega polja, čeprav se v globinah še kažejo vplivi Vzhodnih Alp. V tektonskem smislu območje visi proti jugovzhodu, kar se med drugim izraža v zmerni asimetriji prečnih profilov potokov in tudi v asimetriji rečnega omrežja. Pomemben delež k rečni asimetriji Drave je prispevalo dejstvo, da potoki z desnega brega Drave te ne dosežejo, saj prej poniknejo v dravskopoljskem produ.

### Relief
Reliefni tip v Spodnjem Dupleku je ravnina oz. sistem dravskih teras ob holocenski ravnini Drave na robu Dravskega polja. Zato je to območje poplavno nevarno. 

### Podnebne značilnosti
Dravsko polje sodi v območje s tipičnimi subpanonskimi potezami, kar se najbolj kaže v letnem temperaturnem in padavinskem režimu. Zanj je značilna relativno visoka letna temperaturna amplituda (topla poletja in mrzle zime). Zlasti na vlažnejših tleh in v bližini vodnih površin se v jesenskem in zimskem času pogosteje pojavlja megla. Srednja letna temperatura zraka je 9,6 °C. Najtoplejši mesec je julij, najhladnejši pa januar. 
Letni režim padavin pozna dva vrha: primarnega v juniju, ki je posledica konvekcijskih padavin v labilnem ozračju, in sekundarnega v novembru, ki je posledica pogostejših prehodov front. Količina padavin pada od zahoda proti vzhodu.
Za to območje sta značilna kontinentalni padavinski režim. Letno prejema med 950 in 990 mm padavin.

## Prometna povezanost
Naselje leži ob cesti Maribor-Ptuj, od koder se odcepita cesti proti Spodnji in Zgornji Koreni. Že v rimskem času so dobre ceste povezovale zaledje z večjimi mestnimi središči. V času vladavine Marije Terezije so popotniki iz Maribora, ki so potovali v Ptuj vedno prečkali Spodnji Duplek, kjer je bila pot vedno dobra in uporabna za vse. Pomembna je bila tudi vodna pot po nekdaj plovni reki, tako so bile dane vse možnosti za čolnarjenje in splavarjenje. Nekoč so splavarji spravljali les daleč na Hrvaško, vendar se je po izgraditvi več hidroelektrarn ta dejavnost prenehala. Leta 1997 se je začela dolgo pričakovana rekonstrukcija regionalne ceste od Zgornjega do Spodnjega Dupleka. Sedaj je cesta obnovljena od začetka občine(Vurberk) do konca (Zg. Duplek). Posledica je povečan promet, saj je cesta postala dobra povezava med relacijo Maribor-Ptuj.

## Število prebivalcev
V 80. letih 18. stoletja je imel Spodnji Duplek le okoli 50 ljudi. Prvo štetje po občevalnem jeziku je bilo leta 1880 in potem vsakih deset let do propada dvojne monarhije. Največji porast glede na popis leta 1869 je bil prav v Spodnjem Dupleku(kar 198,7 prebivalcev). Nato se številko prebivalstva do prve svetovne vojne skorajda ni spremenilo. Od konca prve svetovne vojne je v Spodnjem Dupleku živelo 560 ljudi. Število prebivalstva po 2. svetovni vojni je naraslo na 706. Večja rast je zaradi  procesa suburbanizacije mogoče zaznati od sedemdesetih let, ko je območje Sp. Dupleka beležilo pozitiven migracijski saldo.
Leta 2002 je po popisu prebivalstva Spodnji Duplek štel 1177 prebivalcev. Vsako leto pa je to število večje, saj zaradi prometne dostopnosti in ugodnih bivanjskih razmer ter prijetnega okolja ljudje bežijo iz mesta na deželo.